# Ligeti sertefarkú
A ligeti sertefarkú (Stipiturus mallee) a madarak osztályának verébalakúak (Passeriformes) rendjébe és a tündérmadárfélék (Maluridae) családjába tartozó faj.

## Rendszerezése
A fajt Archibald James Campbell ausztrál ornitológus írta le 1908-ban.

## Előfordulása
Ausztrália délkeleti részén honos. Természetes élőhelyei a cserjések. Állandó, nem vonuló faj.

## Megjelenése
Testhossza 15 centiméter, testtömege 6-7 gramm.

## Természetvédelmi helyzete
Az elterjedési területe kicsi és töredezett, egyedszáma 7500-35500 példány közötti és csökken. A Természetvédelmi Világszövetség Vörös listáján veszélyeztetett fajként szerepel. A tüzek veszélyeztetik.